# Apstar-7
Apstar-7 — китайский телекоммуникационный спутник, эксплуатируемый компанией APT Satellite Holdings как часть системы Apstar. Аппарат был выведен на орбиту ракета-носителем Великий поход-3BE, старт был произведён 31 марта 2012 в 10:27 UTC.

## Описание
Apstar-7 был разработан Thales Alenia Space на базе платформы Spacebus-4000C2. Масса спутника — 5054 кг. В качестве полезной нагрузки он несёт 28 транспондеров C-диапазона и столько же Ku-диапазона. Область покрытия включает Азию, Средний Восток, Африку, Австралию и частично Европу в C-диапазоне, а также Китай, Средний Восток, Центральную Азию и Африку для сервисов DTH и VSAT в Ku-диапазоне. Apstar-7 заменил en:Apstar-2R находившийся в орбитальной позиции 76,5° в. д. Ожидается, что спутник прослужит как минимум 15 лет.